# Fräsgerechtes Konstruieren
Fräsgerechtes Konstruieren ist die fertigungsgerechte und somit verfahrensspezifische Gestaltung von Konstruktionsbauteilen für das Fräsen. Die Befolgung der einhergehenden Merkmale hat somit überall dort Bedeutung, wo Frästeile schwerpunktmäßig eingesetzt werden, wie im Maschinenbau, in der Luftfahrt und im Automobilbau.
Auch wenn materialspezifische Unterschiede in der Fertigung und der Fertigbarkeit von Frästeilen bestehen, sind die Gestaltungsmerkmale verfahrensbedingt allgemeingültig.

## Gestaltungsmerkmale fräsgerechter Konstruktionen
Die relative Bewegung des rotierenden Werkzeugs zu Werkstück erfordert bei der Konstruktion von Fräsbauteilen werkstoffunabhängig die Berücksichtigung von Gestaltungsprinzipien, die eine effiziente Umsetzung der Geometrie im Fräsen ermöglichen. Zwar stehen für viele Detaillösungen Spezialwerkzeuge zur Verfügung, diese gehen jedoch – wie auch bei der Nutzung von Spezialvorrichtungen – mit großen Kosten einher, weswegen weitestgehend die Gestaltungsregeln des Fräsens berücksichtigt werden sollten.
- Reduzierte Komplexität: Freiformflächen und komplexe Bearbeitungsvorgänge sind im Fräsen zwar darstellbar, gehen aber mit hohen Programmier- und Rüstvorgängen einher. Daher sollte wo möglich weitestgehend auf komplexe Geometrien und Bearbeitungsvorgänge mit Spezialwerkzeugen verzichtet werden.
- Keine Hinterschnitte: Hinterschnitte sind aus der Rotationsachse des Werkzeugs nur schwer zu erreichen und sollten daher vermieden werden.
- Keine dünnwandigen Elemente: Dünne Wandstärken neigen beim Fräsen zum Schwingen und reduzieren die erreichbaren Toleranzen des Bauteils. Zudem bieten sie dem Fräswerkzeug nicht ausreichend Steifigkeit beim Fräsvorgang und bei der Spanbildung. Für das Fräsen von Aluminium kann ein Richtwert von ca. 1 mm als Minimalwandstärke gelten, bei weicheren Werkstoffen (z. B. bei Kunststoffen) sind entsprechend größere Wandstärken notwendig.
- Keine rechteckigen Innentaschen und Innenecken: Da das Fräswerkzeug rotiert und damit eine runde Hüllkurve bildet, sind rechteckige Innentaschen über das Fräsen nicht darstellbar und sollten vermieden werden.
- Anzahl von Aufspannungen reduzieren: Ein bestimmender Faktor für die Kosten von Fräsbauteilen ist aufgrund der notwendigen Wechselzeit und der Vorrichtungskosten die notwendige Anzahl an Aufspannungen. Zudem können aus jedem Aufspannungswechsel Toleranzabweichungen und Fehler entstehen. Daher ist die Anzahl an notwendigen Aufspannungen pro Bauteil konstruktiv möglichst zu minimieren.
- Reduzierung von Taschen- und Gewindetiefen: Das Verhältnis aus Bearbeitungstiefe zu Durchmesser des Fräswerkzeugs ist zu berücksichtigen. Als Richtgröße kann ein Verhältnis von Länge von Durchmesser zu Tiefe von 3:1 als problemlos angesehen werden. Wird dieses Maß zu sehr überschritten, kann es zu Werkzeugbrüchen kommen oder die Bearbeitungsflächen wandern über die geforderten Toleranzen.

### Konstruktive Beispiele

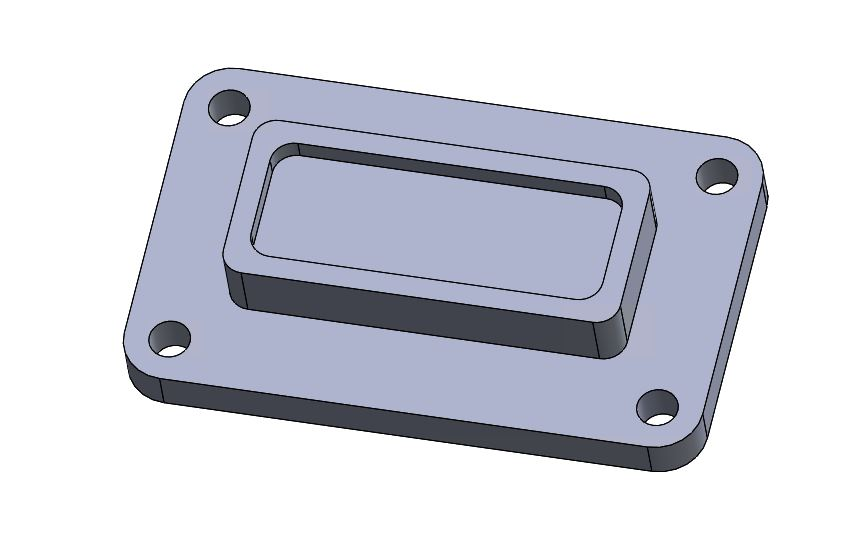
Einfaches Frästeil. Aufgrund der Bearbeitbarkeit aus einer Richtung kostengünstig im 3-Achsfräsen herstellbar.
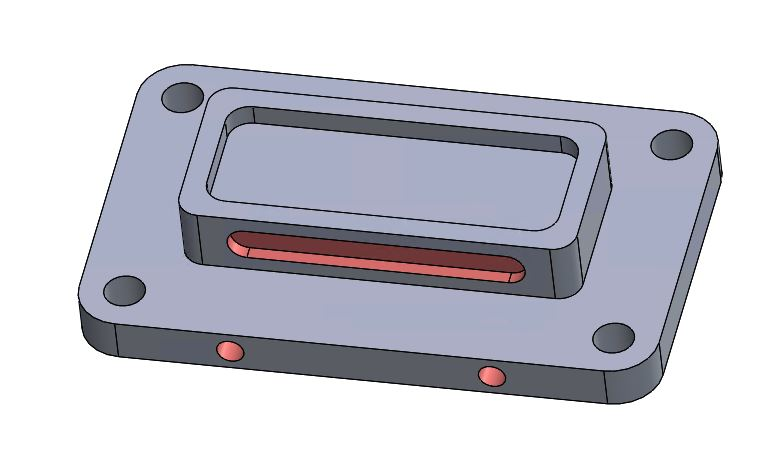
Dieses Frästeil ist fertigbar, erfordert aufgrund der seitlichen Bearbeitung jedoch ein mehrfaches Spannen oder mindestens eine 4-Achsmaschine.
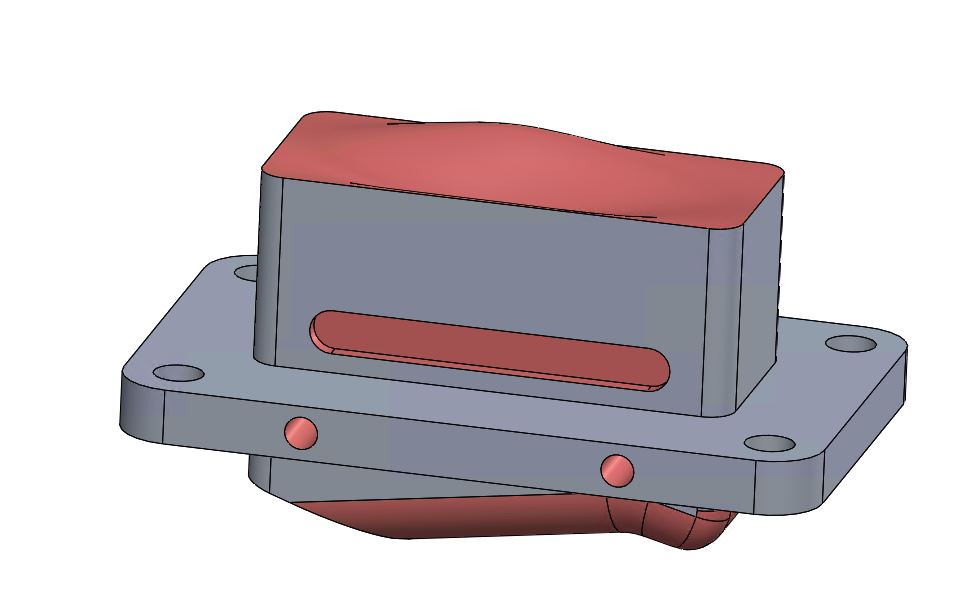
Frästeil, das aufgrund der Freiformflächen zusätzlich eine kostenintensivere CNC-Bearbeitung erfordert.

## Kostenreduktion in der Konstruktion von Frästeilen
Kosten bei der Fertigung von Frästeilen entstehen wie bei anderen Konstruktionsteilen auch in der Planung der Frästeile, der Fertigung, der Qualitätssicherung und der Beschaffung. Hier bestehen gleichzeitig mehrere Möglichkeiten Kosten durch zielgerichtete Maßnahmen zu reduzieren:
- Kostenreduktion in der Planung und Konstruktion: Durch eine anforderungsgerechte Spezifikation der Bauteile und den Entfall unnötiger oder überzogener Qualitätsanforderungen können durch eine konstruktionskritische Analyse von Anfang an angemessene Anforderungen an die Fertigung kommuniziert und damit überzogene Erwartungen verhindert werden.
- Kostensenkung in der Fertigung und der Qualitätssicherung: In der Fertigung werden Vorgaben aus der Entwicklung umgesetzt, geprüft und ggf. korrigiert. Somit bestehen hier umfangreiche Möglichkeiten durch organisatorische, technische und personelle Maßnahmen die Qualität der Bauteile auf die Kundenvorgabe hin zu optimieren. Qualitätssicherung wird damit an relevanten, abgestimmten und messbaren Merkmalen vorgenommen.
- Kosteneinsparung in der Beschaffung: Durch gezieltes Sourcing und den Abgleich der Qualitätsanforderungen des Bauteils zu den Fähigkeiten der Fertigungsbetriebe und der strategischen Bedeutung der Bauteile für den eigenen Betrieb, können gezielt passende Lieferanten ausgewählt werden.[2]